# Xã Benton, Quận Lake, Illinois
Xã Benton (tiếng Anh: Benton Township) là một xã thuộc quận Lake, tiểu bang Illinois, Hoa Kỳ. Năm 2010, dân số của xã này là 18.951 người.